# Luka Rupnik
Luka Rupnik, slovenski košarkar, * 20. maj 1993, Idrija.

## Začetki
Košarkarskih veščin se je že kot otrok iz družine s košarkarsko tradicijo dolgo časa učil v domači Idriji. Ker klub ob njegovem prehodu med mladince ni več funkcioniral na najvišjem nivoju, se je odločil nadaljevati kariero pri ljubljanskem Slovanu. Kot eden večjih talentov na svetu je bil s 17. leti povabljen v New York, kjer je z 27 doseženimi točkami postal MVP revialne tekme talentov z vsega sveta. 

## Klubska kariera
Trenutno kot organizator igre igra pri belgijskem košarkarskem prvoligašu Antwerp Giants. Bil je tudi organizator igre pri španskem prvoligašu Montakit Fuenlabrada do konca junija leta 2019 in pri Union Olimpiji do leta 2016. Pred tem je v Union Olimpiji igral tri leta. Prave poteze je pričel kazati šele v tretji sezoni, na žalost pa so ga v tej zaznamovale poškodbe. Začetek svoje profesionalne kariere je preživel v Geoplin Slovanu, kjer se je spoznal s težavnostjo prve slovenske lige. Po krajšem obdobju pri Nymburgu na Češkem se je odločil za ponovno pot v Španijo, kjer je kratek čas igral pri uglednem klubu v Zaragozi. Decembra 2020 se je vrnil v Slovenijo in zaigral za Cedevito Olimpijo. Uveljavil se je kot drugi organizator igre in koristen klubski igralec.

## Reprezentanca
Božidar Maljković ga je povabil na EP2011 v Litvo kot enega najbolj perspektivnih igralcev na položaju organizatorja igre. V reprezentanco se je ponovno uvrstil na EP 2015, kjer pa je odigral le nekaj minut. Aktivno vlogo ima v reprezentanci v drugi polovici leta 2020. Še vidnejšo vlogo je imel v izbrani reprezentanci na tekmovanju v Ukrajini, jer so potrdili uvrstitev na evropsko prvenstvo. Rupnik nadaljuje kariero v letu 2021, ko se je skupaj z reprezentanco v Litvi prebil na olimpijski turnir v Tokiu. Je ena od menjav za Luko Dončića.

## Osebno
Je nečak Francija Rupnika, legendarnega idrijskega košarkarja, ki je bil izjemen strelec (leto dni je igral tudi za ljubljansko Olimpijo). Njegov vzornik je dolgoletni reprezentant Jaka Lakovič.